# Блюэ д’Арбер, Бернар
Берна́р Блюэ́ д’Арбе́р (фр. Bernard Bluet d’Arbères), также именовал себя графом Пермисьон и кавалером Тринадцати кантонов (фр. Comte de Permission et Chevalier des Treize Cantons, 1566—1606) — французский писатель-визионер. Деревенский пастух, сделавший придворную карьеру шута в Савойе и Париже эпохи Генриха IV, присвоил себе дворянский титул, был удостоен королевской пенсии. Автор многочисленных сочинений подчас фривольного характера, опубликованных при его жизни, и автобиографии, переизданной в 1924 году.

## Биография
По словам Шарля Нодье, «биографы относились к Блюэ д’Арберу с необъяснимым пренебрежением». Бернар Блюэ родился около 1566 года в Арбере (близ Женевы) в бедной крестьянской семье, в детстве и юности работал пастухом. Бежав в Савойю, стал именовать себя Блюэ д’Арбер, претендуя на благородное происхождение. Со временем он сделался шутом при дворе Карла Эммануила Савойского и сопровождал его в поездках в Асти и Турин. Тогда же он присвоил себе титул графа Пермисьон и кавалера Тринадцати кантонов. Его титулование — «граф Дозволенский», — содержало двойную орфографическую ошибку: Comte de Permission вместо Conte des Permissions, что, по-видимому, намекало не только на вседозволенность, но и на библейскую Землю обетованную (фр. Terre promise).
В 1601 году родная округа Блюэ была присоединена к Франции. Неизвестно, когда он попал в Париж. Свою первую книгу он издал в 34 года и с тех пор не расставался с литературой; свои видения он диктовал и распространял в виде брошюр через уличных торговцев. В предисловии к полному собранию своих творений (в общей сложности их около 180) предупреждал читателя, что «не умеет ни читать, ни писать и никогда сему не учился», но что движет им «вдохновение, Богом и ангелами ниспосланное». Содержанием его многочисленных сочинений были апокалипсические видения, которые он переживал с детства; при этом их содержание «простодушно до цинизма».
Бернар Блюэ быстро сделал карьеру при дворе, множество знатных особ давали ему милостыню и дарили подарки, иногда дорогостоящие: так, полководец Ледигьер подарил ему золотую шкатулочку весом 6 экю. В конце концов король Генрих IV пожаловал Бернару Блюэ золотую цепь в сто экю, 340 экю наличными и положил пенсион в 100 франков в год. По собственному признанию, Блюэ д’Арбер составил состояние в 4000 экю — весьма значительное по тем временам. Ходили также слухи, что король на некоторое время сделал его цензором, обладавшим правом запрещать выход новых книг. Он скончался во время эпидемии чумы 1606 года, когда в течение 10 дней молился о божественной милости.
Несмотря на то, что его сочинения «смертельно скучны и пространны», после его кончины они пользовались успехом у библиофилов. Ш. Нодье утверждал, что в 1830-е годы каждый экземпляр его трудов стоил в два-три раза дороже, чем «Энциклопедия» Дидро и д’Аламбера. В 1924 году была переиздана его автобиография под редакцией Бертрана Гегана и с новым заглавием: «Экстравагантная жизнь графа Дозволенского, шута короля Генриха IV»; стоимость этого издания у букинистов может достигать 20 000 евро. В родной деревне Блюэ д’Арбера его именем названа улица и установлена мемориальная доска.